# Communauté de communes du Bassin de Decazeville Aubin
La  Communauté de communes du Bassin de Decazeville Aubin  est une ancienne communauté de communes française, située dans le département de l'Aveyron.

## Historique
Elle est créée le 1er janvier 1999.
Elle fusionne le 1er janvier 2017 avec la communauté de communes de la Vallée du Lot au sein de la communauté de communes Decazeville Communauté dont le siège est fixé à Decazeville.

## Composition
Elle était composée des 5 communes suivantes :
| Nom                 | Code Insee | Gentilé       | Superficie (km2) | Population (dernière pop. légale) | Densité (hab./km2) |
| ------------------- | ---------- | ------------- | ---------------- | --------------------------------- | ------------------ |
| Decazeville (siège) | 12089      | Decazevillois | 13,88            | 5 686 (2014)                      | 410                |
| Aubin               | 12013      | Aubinois      | 27,23            | 3 888 (2014)                      | 143                |
| Cransac-les-Thermes | 12083      | Cransacois    | 6,91             | 1 541 (2014)                      | 223                |
| Firmi               | 12100      | Firminois     | 29,13            | 2 441 (2014)                      | 84                 |
| Viviez              | 12305      | Viviézois     | 6,53             | 1 298 (2014)                      | 199                |

## Démographie
| 1999   | 2013   |
| ------ | ------ |
| 17 044 | 15 189 |

## Administration
| Période                                  | Période       | Identité       | Étiquette   | Qualité                      |
| ---------------------------------------- | ------------- | -------------- | ----------- | ---------------------------- |
| Les données manquantes sont à compléter. |               |                |             |                              |
| 2001                                     | 2009          | Pierre Gadea   | PS          | Maire de Decazeville         |
| 2009                                     | décembre 2016 | André Martinez | PS puis DVG | Maire d'Aubin ( depuis 2008) |